# Canale di Nichols
Il canale di Nichols si trova in Alaska sud-orientale (Stati Uniti d'America).

## Dati fisici
Il canale fa parte del Borough di Ketchikan Gateway vicino alla città di Ketchikan ed è compreso nell'area marittima Inside Passage e dell'Arcipelago Alessandro (Alexander Archipelago). Con un orientamento sud / nord divide l'isola di Annette (a oriente) dall'Isola di Gravina (a occidente). Le sue acque inoltre collegano a sud lo stretto di Clarence (Clarence Strait) con a nord il canale Revillagigedo (Revillagidedo Channel) .

### Isole bagnate dallo stretto
Nello stretto sono presenti le seguenti principali isole (da nord a sud):
- Isole di Blank (Blank Islands) 55°16′24″N 131°38′48″W
- Rocce di Walden (Walden Rocks) 55°16′13″N 131°36′29″W
- Isola di Hemlock (Hemlock Island)[3] 55°09′36″N 131°33′59″W
- Isole di Bronaugh (Bronaugh Islands) 55°07′02″N 131°43′31″W
- Isola di Warburton (Warburton Island)[4] 55°07′56″N 131°38′03″W

### Baie e insenature
Nel canale sono presenti le seguenti principali insenature (da nord a sud):
- lato occidentale (sull'isola di Gravina):
  - Baia di Black Sand (Black Sand Cove)[5] 55°17′10″N 131°37′40″W
  - Insenatura di Blank (Blank Inlet)[6] 55°17′06″N 131°40′05″W
  - Insenatura di Bostwick (Bostwick Inlet)[7] 55°13′57″N 131°44′08″W
  - Baia di Seal (Seal Cove)[8] 55°11′08″N 131°43′11″W
  - Baia di Dall (Dall Bay)[9] 55°09′32″N 131°44′27″W
- lato orientale (sul'isla di Annette):
  - Baia di Sylburn (Sylburn Harbor)[10] 55°11′25″N 131°35′27″W
  - Baia di Hemlock (Hemlock Bay)[11] 55°09′57″N 131°33′57″W
  - Baia di Chester (Port Chester)[12] 55°08′44″N 131°34′01″W
  - Baia di Smuggler (Smuggler Cove)[13] 55°03′31″N 131°35′50″W

### Promontori
Nel canale sono presenti i seguenti promontori (da nord a sud):
- lato occidentale (sull'isola di Gravina):
  - Promontorio di Gravina (Gravina Point)[14] 55°17′11″N 131°37′04″W - Divide il passaggio di Nichols dal canale di Revillagigedo (Revillagigedo Channel).
  - Promontorio di Blank (Blank Point)[15] 55°15′02″N 131°40′23″W
  - Promontorio di Bostwick (Bostwick Point)[16] 55°13′37″N 131°41′13″W
  - Promontorio di McCartey (Point McCartey)[17] 55°05′50″N 131°42′15″W - Si trova nelle isole Bronaugh (Bronaugh Islands) e divide il passaggio dallo stretto di Clarence (Clarence Strait).

- lato orientale (sul'isola di Annette):
  - Promontorio di Race (Race Point)[18] 55°16′59″N 131°33′56″W - Divide il canale di Revillagigedo (Revillagigedo Channel) dalla baia di Annette (Annette Bay); il promontorio ha una elevazione di 16 m s.l.m..
  - Promontorio di Walden (Walden Point)[19] 55°16′26″N 131°35′21″W - Divide il passaggio di Nichols dal canale di Revillagigedo e si trova all'entrata della baia di Annette (Annette Bay).
  - Promontorio di Driest (Driest Point)[20] 55°10′37″N 131°35′58″W - Si trova all'entrata sud della baia di Sylburn (Sylburn Harbor); il promontorio ha una elevazione di 17 m s.l.m..
  - Promontorio di Copper (Copper Point)[21] 55°09′04″N 131°32′22″W - Si trova nella baia di Chester (Chester Port); il promontorio ha una elevazione di 94 m s.l.m..
  - Promontorio di Village (Village Point)[22] 55°07′49″N 131°34′29″W - Si trova all'entrata sud della baia di Port Chester (Port Chester) e individua la cittadina di Metlaklata.
  - Promontorio di Cedar (Cedar Point)[23] 55°05′50″N 131°36′25″W - Si trova all'entrata della baia di Smuggler (Smuggler Cove).

## Storia
Il canale è stato nominato per la prima volta in tempi moderni dalla United States National Geodetic Survey (US Coast and Geodetic Survey) in onore di Lt. Comdr. Henry E. Nichols.

## Accessi e turismo
Il canale si può raggiungere via mare (facilmente da Ketchikan) o via aerea (idrovolanti). È una importante via di accesso alla città di Ketchikan sia per i trasporti privati (e navi da crociera) che per la società di navigazione Alaska Marine Highway con collegamenti verso sud con Bellingham, Prince Rupert e Metlakatla.

## Fauna
Nella fauna marina del canale si trovano: balene, leoni marini e aringhe (queste ultime molto numerose). Nel canale si pratica anche la pesca del salmone.